# Эль-Ауд, Исмаил
Исмаил Эль-Ауд (араб. إسماعيل العواد‎; родился 1 июля 2009, Сарагоса, Испания) — марокканский футболист, полузащитник испанского клуба «Валенсия».

## Клубная карьера
Эль-Ауд родился в испанском городе Сарагоса, где начинал заниматься футболом в местном клубе «Амистад». В 2023 году присоединился к академии «Уэски», а в 2024 году перешёл в «Валенсию».

## Карьера в сборной
Выступал за сборные Марокко до 15 и до 16 лет. Весной 2025 года вместе со сборной Марокко до 17 лет одержал победу в Кубке африканских наций, забив на турнире 1 гол и отдав 2 голевые передачи.

## Достижения
Сборная Марокко (до 17 лет)
- Обладатель Кубка африканских наций до 17 лет: 2025